# Vanua Balavu
Vanua Balavu is een eiland in Fiji. Met 53 km² is het eiland het op een na grootste van de Lau-archipel. Het hoogste punt is 283 m.